# Ло-цзу

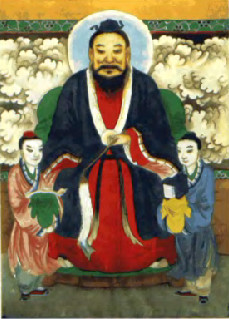
Изображение Ло-цзу с мухогонкой в руке на китайском лубке XIX столетия (Государственный музей истории религии в Санкт-Петербурге, из коллекции В. М. Алексеева.

Ло-цзу (кит. 羅祖 — «предок Ло»), Ло-цзу да-сянь («великий святой Ло-цзу»), Ло-чжэнь-жэнь — бог-покровитель нищих и цирюльников в китайской народной мифологии, по преданию, являлся учеником древнекитайского философа Лао-цзы (VI—V вв. до н. э.), но возвратился из обителей бессмертных, странствуя с тех пор по улицам городов, и кормясь ремеслом цирюльника. Днём почитания бессмертного считался день его рождения, который приходился на 30 число седьмого лунного месяца по традиционному китайскому календарю.

## Иконография
На лубках, которые в прошлом вывешивали в китайских домах, изображался краснолицым и босоногим, отличительной особенностью Ло-цзу также были рукава, которые он обычно держал засученными. На храмовых изображениях в руки Ло-цзу вложена книга по брадобрейному искусству.